# Козарівка (Жмеринський район)
Коза́рівка — село в Україні, у Барській міській громаді Жмеринського району Вінницької області.

## Історія
Під час другого голодомору у 1932—1933 роках, проведеного радянською владою, загинуло три особи.
Під час Другої світової війни в селі діяло гетто, куди нацистами насильно зганялися євреї.
12 червня 2020 року, відповідно до розпорядження Кабінету Міністрів України №  707-р «Про визначення адміністративних центрів та затвердження територій територіальних громад Вінницької області», село увійшло до складу Барської міської громади.
19 липня 2020 року, в результаті адміністративно-територіальної реформи та ліквідації Барського району, село увійшло до складу новоутвореного Жмеринського району.

## Пам'ятки
- Пам'ятник 51 воїну-односельчанину, полеглим на фронтах німецько-радянської війни (встановлений у 1985 році біля сільського клубу)[5].